# Sandamendi
Sandamendi es una entidad de población española del municipio de Gordejuela, perteneciente a la provincia de Vizcaya, en la comunidad autónoma del País Vasco.

## Historia
Hacia mediados del siglo XIX, el lugar era referido ya como un barrio de Gordejuela, con ermita. Aparece descrito en el decimotercer volumen del Diccionario geográfico-estadístico-histórico de España y sus posesiones de Ultramar de Pascual Madoz con las siguientes palabras:

SANDAMENDI: barrio con ermita en la prov. de Vizcaya, part. jud. de Valmaseda, térm. de Gordejuela.
(Madoz, 1849, p. 730)

En 2023, la entidad singular de población tenía empadronados 972 habitantes, de los que 942 lo estaban en el núcleo de población del mismo nombre y 30 diseminados.